# Atletico Forte dei Marmi 1981-1982
Questa voce raccoglie le informazioni riguardanti l'Atletico Forte dei Marmi nelle competizioni ufficiali della stagione 1981-1982.

## Maglie e sponsor
Lo sponsor ufficiale per la stagione 1980-1981 fu la Magniflex.
| 1ª divisa |

## Rosa
| N° | Naz.                  | Ruolo    | Sportivo         |  |  |  |
| -- | --------------------- | -------- | ---------------- |  |  |  |
|    | Italia (bandiera)     | Esterno  | Campodoli        |  |  |  |
|    | Portogallo (bandiera) | Esterno  | Carlos Chalupa   |  |  |  |
|    | Italia (bandiera)     | Esterno  | Galiotti         |  |  |  |
|    | Italia (bandiera)     | Esterno  | Adriano Pietrini |  |  |  |
|    | Italia (bandiera)     | Portiere | Alessandro Ricci |  |  |  |
|    | Italia (bandiera)     | Esterno  | Silvi            |  |  |  |
|    | Italia (bandiera)     | Esterno  | Luciano Stagi    |  |  |  |
|    | Italia (bandiera)     | Esterno  | Luca Tazzioli    |  |  |  |

- Allenatore:  ?